# TG-32滑翔機
Pratt-Read TG-32是1940年代服役於美國軍隊的訓練滑翔機，由位於康乃狄克州深河的鋼琴製造商普萊特-里德公司的古爾德航空部門設計和製造。TG-32是一款單翼滑翔機，具有織物覆蓋的鋼製管狀機身以及木質機翼和尾翼。該機獨特的蝌蚪形狀機身由空氣動力學家查爾斯·湯森·盧丁頓建議提出，並被採納。

## 發展
查爾斯·湯森·盧丁頓和羅傑·格里斯沃爾二世(Roger Griswold II)在被時任普萊特-里德公司總裁詹姆斯·A·古爾德(英語：James A. Gould)詢問能否對戰爭有所貢獻時，提出自家公司的普萊特-里德PR-G1從初始時就是專為飛行員訓練而設計的，或許能成為一個好方案。雖然該款民用註冊NX41802雙座並排滑翔機原先專為陸軍設計，然而因為陸軍先前已有其他訂單，因而放棄。雖然海軍原來也對施奈德格魯瑙寶貝滑翔機感興趣，但因為陸軍已經先與其簽訂契約，因而轉頭考慮普萊特-里德公司的方案。海軍先是購買了NX41802（海軍序列號31505）並命名為XLNE-1。而後海軍隨後又與其簽訂100架的生產合同。量產型號預計將用於訓練太平洋戰爭的滑翔機飛行員。（在當時所有海軍陸戰隊的飛行員也被視為海軍的飛行員）然而隨著戰事進行，海軍逐漸對滑翔機的功用產生質疑，因而將訂單從100架減少到75架。
海軍最終不在太平洋戰爭中使用滑翔機後，除自留兩架用於測試用的LNE-1，剩下的73架全部交給陸軍，並交換來兩架海軍原先用於測試的CG-4A滑翔機。然而陸軍在取得編號TG-32，然而並未使用並將其全部儲存於倉庫中。隨後於戰爭結束後全部出售到民間。
戰後，四個聯邦機構的合資企業購買三架TG-32已進行惡劣天氣的研究。在1950年代，TG-32又執行一項相似的任務{{efn|主要為高空天氣和飛行條件調查，稱之為賽拉波計畫(英語：Sierra Wave project)。1952 年，一架TG-32創下了雙座滑翔機飛行紀錄，飛行達44,255ft(13,489m)並維持該紀錄達長達54年。該次飛行中的飛行高度差34,426ft(10,493m)直到最近才被普蘭項目(英語：Perlan project)超越。

## 型號
PR-G1
公司編號，以海軍的XLNE-1為基礎建造的
LNE-1
美國海軍的編號，共75架（包含1架XLNE-1）
TG-32
73架由海軍轉移至陸軍航空軍的LNE-1，兩架（#31506和#31507）由海軍留下來進行測試 

## 註記
1. ↑  量產後的第一架滑翔機序列號31506，編號也是XLNE-1，因此同時有兩款不同型號的飛機稱之為XLNE-1。第一架（#31505）之後被送回公司，在進行測試後被銷毀。
2. ↑  該項目稱之雷暴計劃

### 書目
- Andrade, John. . Midland Counties Publications. 1979. ISBN 0-904597-22-9.
- Ogden, Bob. . Tonbridge, Kent: Air-Britain (Historians) Ltd. 2007. ISBN 0-85130-385-4.